# Iepenzonnetje
Iepenzonnetje (Cerothallia luteoalba) is een korstmossoort uit de familie Teloschistaceae.

## Determinatie
Iepenzonnetje is een korstvormig korstmos. Het thallus is dun, wasachtig tot sponzig en wit van kleur. De apotheciën zijn oranje. 
De soort lijkt sterk op iepenkraterkorst (Caloplaca ulcerosa), maar die heeft ronde tot langwerpige, vaag begrensde groene soralen.

## Ecologie
Iepenzonnetje is een epifyt die groeit op vrijstaande populieren, abelen en iepen, vooral in de binnenduinrand.

## Verspreiding
Iepenzonnetje wordt het meest waargenomen in Europa, Noord-Amerika en Zuid-Afrika. In Nederland is het zeer zeldzaam.